# 伊利卡塔河
伊利卡塔河（俄语：Иликта）是俄羅斯的河流，屬於勒拿河的左支流，由伊爾庫茨克州負責管轄，河道全長105公里，流域面積約2,850平方公里，每年十月至翌年五月結冰。